# 河原電子ビジネス専門学校
河原電子ビジネス専門学校（かわはらでんしビジネスせんもんがっこう）は、学校法人河原学園が運営しているIT・コンピュータ系の専門学校。

## 所在地
- 愛媛県松山市柳井町3丁目3-31
- 愛媛県松山市一番町1丁目4-1（日本語学科のみ）

## 設置学科
2024年4月現在
- ITイノベーション科（4年制）
- ITエンジニア科（2・3年制）
- ゲームクリエイター科（3年制）
- ICTマネジメント科（3年制） ※2023年より情報ビジネス科より名称変更
- 日本語学科

以前設置されていた学科
- ITエンジニア科（4年制）
- Webシステム科（2年制）
- ITビジネス科（2年制）
- 情報ビジネス科（2年制）
- 国際観光ビジネス学科
- 日本語キャリア専攻科

## 沿革
- 1986年 - 愛媛電子ビジネス専門学校として開校。
- 2011年 - 河原電子ビジネス専門学校に改称。
- 2014年3月 - 文部科学大臣より『職業実践専門課程』に認定される。

## 主な資格取得
- 経済産業省 ITパスポート
- 経済産業省 基本情報技術者
- 経済産業省 応用情報技術者
- 経済産業省 データベーススペシャリスト
- 経済産業省 情報処理安全確保支援士
- Python3エンジニア認定基礎試験
- 統計検定 データサイエンス基礎
- ORACLE社ORACLE MASTER
- Oracle認定Javaプログラマ
- サーティファイ Javaプログラミング能力認定
- サーティファイ Webクリエイター能力認定検定
- サーティファイ C言語プログラミング能力検定
- サーティファイ Excel表計算処理技能認定試験
- サーティファイ Word文書処理技能認定試験
- サーティファイ Accessビジネスデータベース技能認定試験
- CGエンジニア検定
- Microsoft Office Specialist
- 日本商工会議所簿記検定試験
- 日本商工会議所販売士検定試験
- 日本学生支援機構日本留学試験
- 日本国際教育支援協会日本語能力試験

## 周辺
- 伊予鉄髙島屋
- 伊予鉄道松山市駅、石手川公園駅
- 松山銀天街
- 愛媛県立中央病院

## アクセス
- 鉄道・バス
  - 伊予鉄道松山市駅から徒歩で約5分。[1]